# Le premier accroc coûte deux cents francs
Le premier accroc coûte deux cents francs  est un recueil de nouvelles d'Elsa Triolet publié en 1944 et ayant obtenu le prix Goncourt l'année suivante.

## Histoire
Le recueil réunit quatre nouvelles : Les Amants d’Avignon, La Vie privée ou Alexis Slavsky, Cahiers enterrés sous un pêcher et Le premier accroc coûte deux cents francs.
Le titre fait référence à la phrase codée « Le premier accroc coûte 200 francs » qui annonçait le débarquement de Provence et est elle-même tirée du règlement intérieur des académies de billard où le fait de déchirer accidentellement la toile de la table se payait comptant. 
La première nouvelle, Les Amants d’Avignon, est publiée dans la clandestinité aux Éditions de Minuit le 25 octobre 1943, sous le pseudonyme de Laurent Daniel en hommage à Laurent et Danielle Casanova déportée à Auschwitz. Elle est écrite lors du séjour d'Elsa Triolet et Louis Aragon à Lyon au premier semestre 1943. La Vie privée ou Alexis Slavsky est datée  de septembre 1943 à Saint-Donat et Cahiers enterrés sous un pêcher d'avril 1944 également à Saint-Donat. La quatrième nouvelle, Le premier accroc coûte deux cents francs, qui donne son titre au recueil, est datée de novembre 1944 à Paris.
Le livre reçoit le prix Goncourt alors que Les Amitiés particulières de Roger Peyrefitte était parmi les favoris, mais le premier prix de la Libération s'imposait dans ce contexte vers une personnalité de la Résistance et communiste. Elsa Triolet devient la première femme à se voir décerner ce prix.

## Éditions
- Le premier accroc coûte deux cents francs, éditions Denoël, 1944.